# Crimen en Brasil

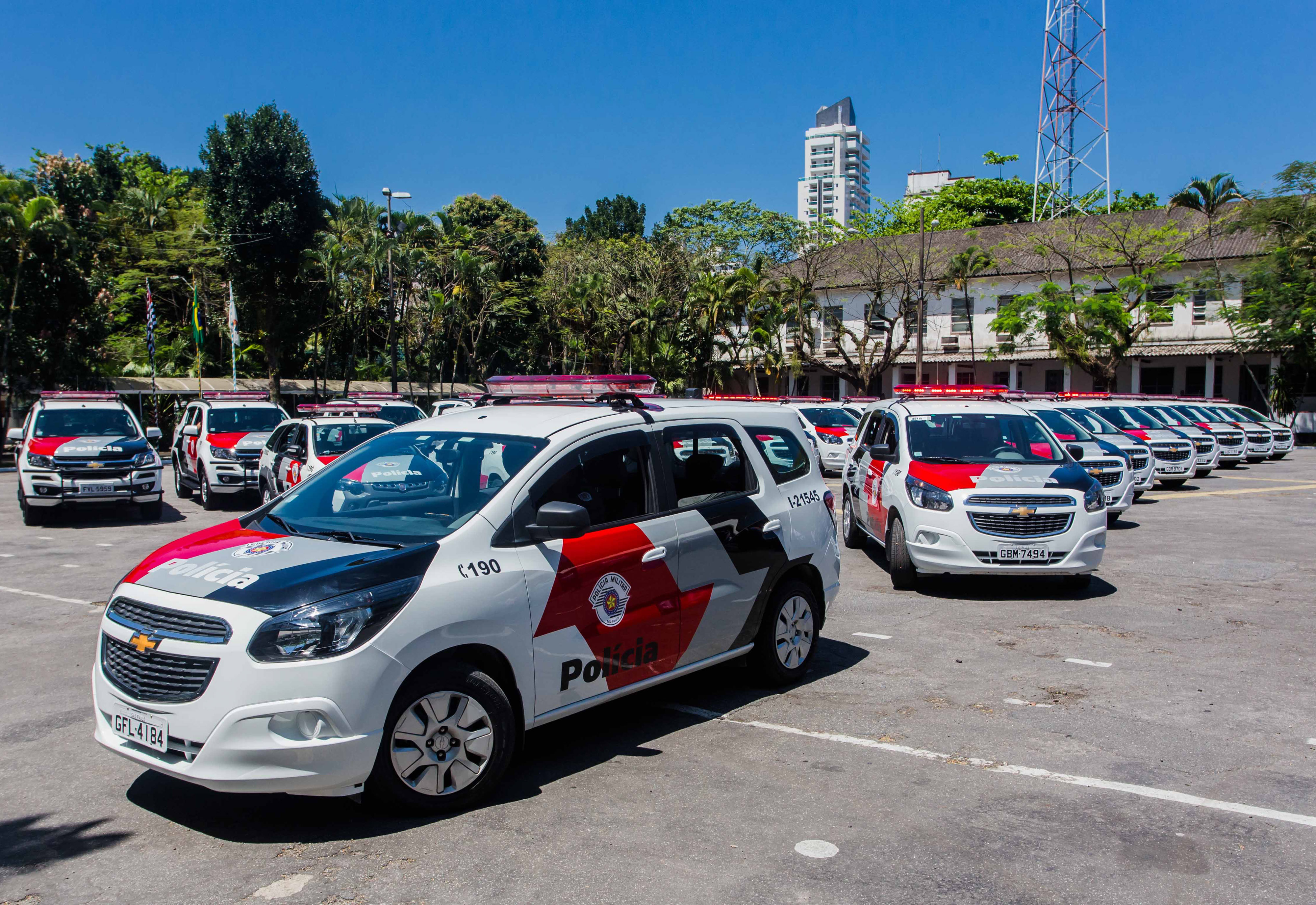
Coches de policía del Estado de São Paulo en 2017

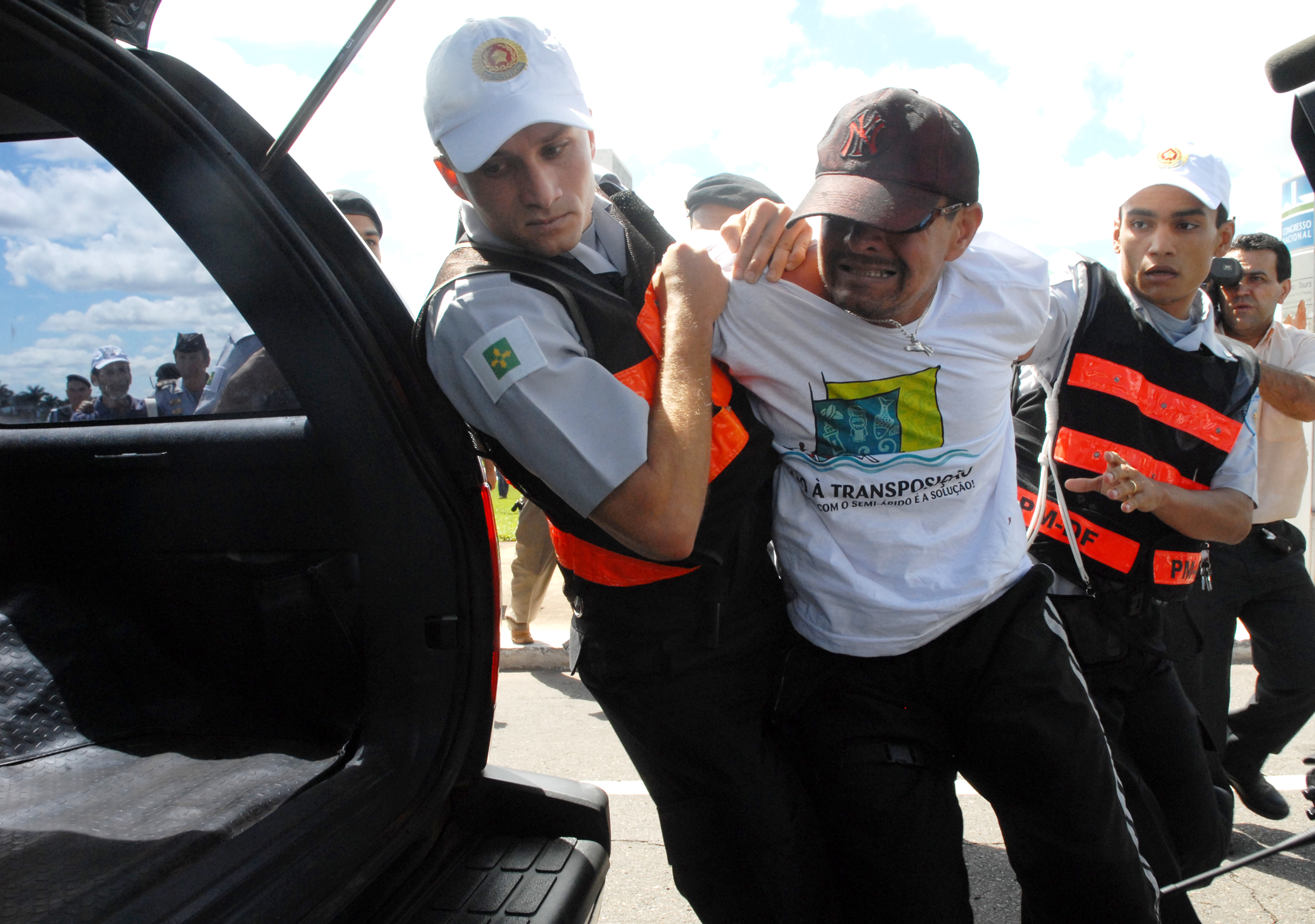
Detención en Brasília.

El Crimen en Brasil implica una elevada incidencia de delitos violentos y no violentos. Según la mayoría de las fuentes, Brasil posee altas tasas de crímenes violentos, como asesinatos y robos; la tasa de homicidios de Brasil es de 30 a 35 homicidios por cada 100.000 habitantes según la UNODC, colocando a Brasil en los 20 principales países por tasa de homicidios intencionales, con la mayor cantidad total por número agregado. En los últimos tiempos, la tasa de homicidios en Brasil se ha estabilizado a un nivel muy alto.
Brasil es parte de las rutas internacionales de drogas. Las armas y la marihuana empleadas por los delincuentes se producen principalmente a nivel local.
En mayo de 2017, una encuesta realizada por el Instituto Datafolha indicó que aproximadamente uno de cada tres brasileños tenía un pariente o amigo que fue asesinado. Otra encuesta realizada por el instituto también indica que tres de cada cuatro brasileños dicen que tienen miedo de ser asesinados.

## Contexto

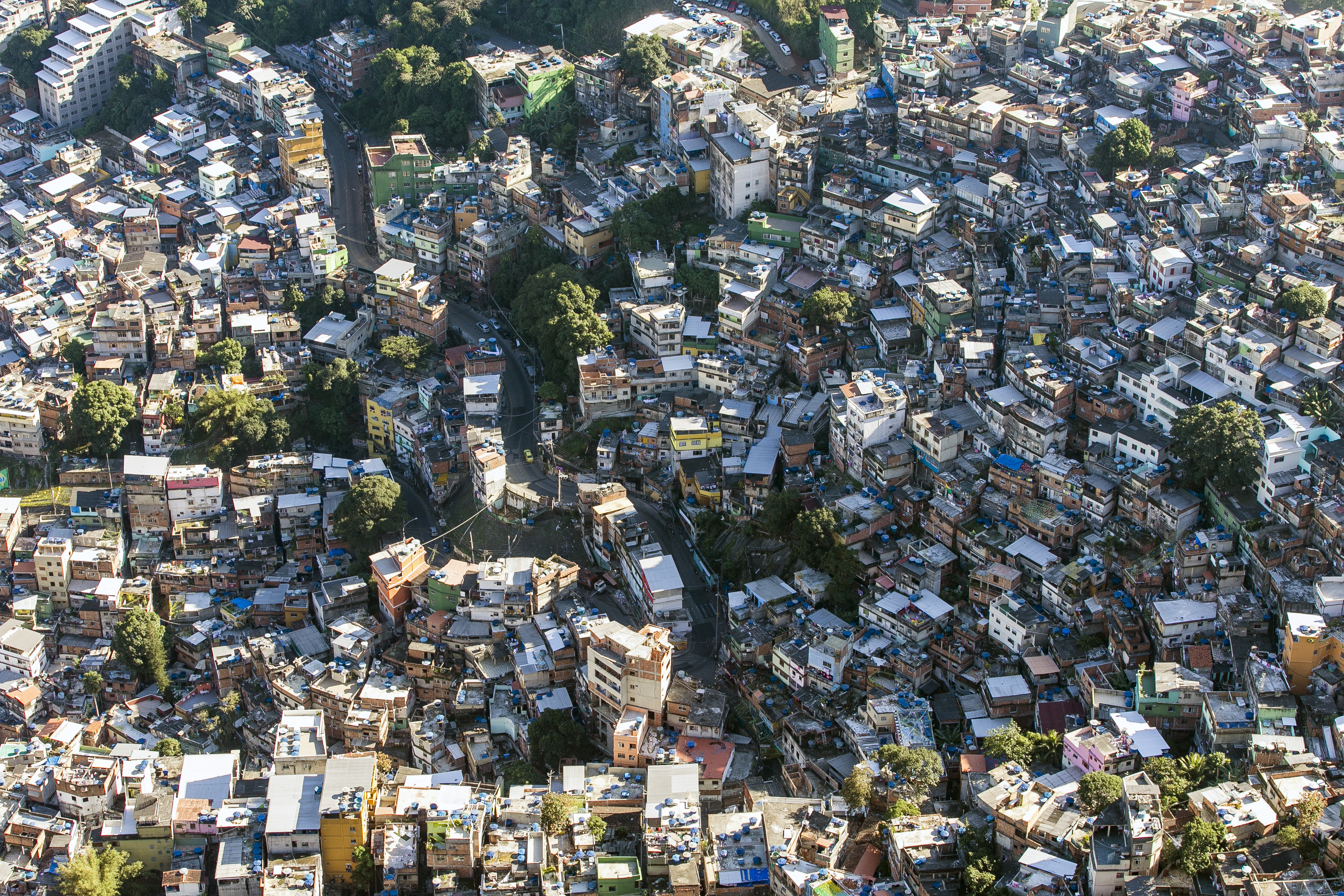
Carretera principal sinuosa a través de Rocinha Favela Río de Janeiro 2014

### Homicidios
En términos de número absoluto de asesinatos en un año, Brasil tiene el mayor número de asesinatos de cualquier país por número total (62,318) seguido de India (44,049) y México (24,576). Sin embargo, cuando se tienen en cuenta las poblaciones, esto se traduce en una mayor tasa de homicidios. En 2017, la tasa de asesinatos en Brasil fue de 29.53 por 100,000 habitantes. Por el contrario, la tasa de homicidios de la India fue de 3.22 y la de México fue de 19.26 por cada 100,000 personas.
En 2018, Brasil tenía una tasa de asesinatos de 24.7 por cada 100,000 personas. En 2017, Brasil tenía una tasa de homicidios de 29,2 por cada 100.000 habitantes. Hubo un total de 56,101 asesinatos en Brasil en 2017. Otro estudio tiene la tasa de homicidios de 2017 en 32.4 por 100,000, con 64,357 homicidios. En 2016, Brasil tuvo un récord de 61.819 asesinatos o un promedio de 168 asesinatos por día, lo que arroja una tasa de homicidios anual de 29,9 por 100.000 habitantes.
En 2017, Brasil tuvo un número récord de asesinatos, y los homicidios aumentaron 3.7% con 63,880 homicidios.

### Estadísticas
Lista de las capitales de los estados brasileños por tasa de homicidios (homicidios por 100.000):
| Capital/Region                | 1997  | 1998  | 1999  | 2000 | 2001 | 2002 | 2003 | 2004 | 2005 | 2006 | 2007 | % change |
| Northern (state capitals)     | 31.9  | 39.5  | 31.3  | 34.2 | 32.1 | 34.2 | 34.4 | 31.8 | 35.6 | 34.9 | 33.0 | +3.7     |
| ----------------------------- | ----- | ----- | ----- | ---- | ---- | ---- | ---- | ---- | ---- | ---- | ---- | -------- |
| Belém (PA)                    | 24.5  | 29.1  | 15.1  | 25.9 | 27.0 | 31.8 | 34.7 | 29.6 | 44.7 | 33.9 | 34.2 | +39.7    |
| Boa Vista (RR)                | 34.6  | 51.5  | 51.4  | 40.4 | 32.1 | 38.2 | 33.0 | 21.5 | 23.1 | 220  | 25.7 | −25.8    |
| Macapá (AP)                   | 46.6  | 51.0  | 64.1  | 46.2 | 44.3 | 44.0 | 44.1 | 38.5 | 38.0 | 35.8 | 32.3 | −30.8    |
| Manaus (AM)                   | 35.3  | 40.7  | 35.3  | 33.0 | 25.2 | 26.5 | 29.3 | 26.2 | 29.4 | 32.3 | 32.5 | −7.8     |
| Palmas (TO)                   | 70.0  | 12.7  | 19.7  | 21.8 | 26.5 | 20.5 | 21.5 | 21.3 | 13.0 | 13.6 | 12.8 | -82.5    |
| Porto Velho (RO)              | 38.3  | 70.3  | 55.5  | 61.0 | 66.9 | 63.2 | 51.1 | 71.4 | 56.4 | 68.5 | 51.3 | +33.8    |
| Rio Branco (AC)               | 36.6  | 38.4  | 17.0  | 36.4 | 39.0 | 44.8 | 37.9 | 30.9 | 23.9 | 36.3 | 30.1 | −17.8    |
| Northeast (state capitals)    | 40.8  | 33.6  | 30.2  | 34.0 | 39.5 | 39.4 | 41.7 | 40.8 | 44.8 | 49.6 | 52.4 | +28.5    |
| Aracaju (SE)                  | 19.3  | 16.8  | 35.2  | 39.9 | 60.9 | 54.4 | 50.6 | 47.2 | 40.5 | 46.7 | 38.9 | +101.2   |
| Fortaleza (CE)                | 27.0  | 20.3  | 25.2  | 28.2 | 27.9 | 31.8 | 29.5 | 28.5 | 34.0 | 35.0 | 40.3 | +49.5    |
| João Pessoa (PB)              | 33.3  | 38.4  | 36.0  | 37.8 | 41.3 | 42.5 | 44.7 | 42.6 | 48.1 | 48.7 | 56.6 | +70.3    |
| Maceió (AL)                   | 38.4  | 33.3  | 30.9  | 45.1 | 59.3 | 61.3 | 61.2 | 64.5 | 68.6 | 98.0 | 97.4 | +153.5   |
| Natal (RN)                    | 18.1  | 16.2  | 9.6   | 10.4 | 15.6 | 13.9 | 23.0 | 13.2 | 18.5 | 20.5 | 28.3 | +56.4    |
| Recife (PE)                   | 105.3 | 114.0 | 99.3  | 97.5 | 97.2 | 90.5 | 91.4 | 91.8 | 88.2 | 90.7 | 87.5 | −16.9    |
| Salvador (BA)                 | 41.6  | 15.4  | 7.9   | 12.9 | 21.3 | 23.2 | 28.6 | 28.5 | 39.7 | 43.7 | 49.3 | +18.3    |
| São Luís (MA)                 | 22.2  | 16.5  | 12.8  | 16.6 | 27.4 | 21.4 | 30.8 | 32.6 | 30.0 | 31.4 | 38.4 | +73.1    |
| Teresina (PI)                 | 16.9  | 17.6  | 14.0  | 22.2 | 23.2 | 27.8 | 28.5 | 26.0 | 29.4 | 33.5 | 28.2 | +66.9    |
| Southeast (state capitals)    | 56.0  | 58.0  | 59.8  | 58.9 | 58.0 | 55.0 | 54.5 | 47.5 | 36.5 | 34.5 | 27.8 | −50.3    |
| Belo Horizonte (MG)           | 20.7  | 25.0  | 26.8  | 34.8 | 35.0 | 42.9 | 57.6 | 64.7 | 54.4 | 49.9 | 49.5 | +139.7   |
| Río de Janeiro (RJ)           | 65.8  | 62.6  | 53.5  | 56.6 | 55.5 | 62.8 | 56.1 | 52.8 | 41.9 | 46.4 | 35.7 | −45.8    |
| São Paulo (SP)                | 56.7  | 61.1  | 69.1  | 64.8 | 63.5 | 52.6 | 52.4 | 39.8 | 28.3 | 23.2 | 17.4 | −69.4    |
| Vitória (ES)                  | 103.5 | 106.6 | 108.3 | 79.0 | 85.1 | 80.2 | 73.0 | 82.7 | 83.9 | 86.1 | 75.4 | −27.1    |
| Southern (state capitals)     | 29.5  | 25.1  | 27.3  | 29.9 | 30.3 | 34.8 | 35.5 | 39.3 | 40.4 | 40.3 | 43.3 | +46.4    |
| Curitiba (PR)                 | 26.6  | 22.7  | 25.9  | 26.2 | 28.0 | 32.2 | 36.6 | 40.8 | 44.3 | 48.9 | 45.5 | +70.7    |
| Florianópolis (SC)            | 9.4   | 9.3   | 8.9   | 10.2 | 17.0 | 24.7 | 27.1 | 28.9 | 24.4 | 19.4 | 19.5 | +106     |
| Porto Alegre (RS)             | 37.2  | 31.4  | 32.9  | 39.2 | 36.5 | 40.5 | 36.4 | 40.3 | 40.1 | 35.5 | 47.3 | +27.3    |
| Central-West (state capitals) | 35.3  | 37.7  | 37.6  | 39.2 | 39.1 | 37.4 | 39.3 | 36.8 | 33.4 | 33.4 | 34.1 | −3.2     |
| Brasília (DF)                 | 35.6  | 37.4  | 36.7  | 37.5 | 36.9 | 34.7 | 39.1 | 36.5 | 31.9 | 32.3 | 33.5 | −5.9     |
| Campo Grande (MS)             | 41.9  | 36.4  | 30.8  | 39.3 | 34.0 | 34.5 | 35.3 | 30.7 | 28.5 | 27.1 | 32.2 | −23.2    |
| Cuiabá (MT)                   | 55.3  | 76.0  | 68.5  | 69.5 | 76.9 | 52.0 | 49.8 | 45.5 | 44.4 | 40.7 | 38.8 | −29.9    |
| Goiânia (GO)                  | 22.1  | 22.6  | 30.1  | 28.6 | 29.4 | 38.1 | 37.4 | 37.4 | 34.6 | 36.4 | 34.6 | +56.6    |
| Brazil (state capitals)       | 45.7  | 45.3  | 44.6  | 45.8 |      |      |      |      |      |      |      |          |

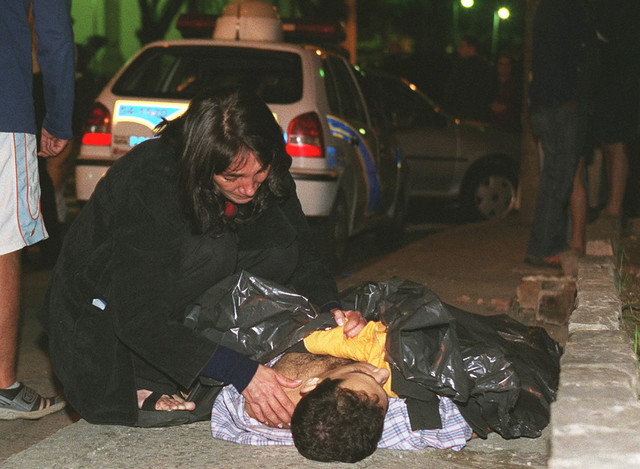
El periodista es asesinado mientras intentaba escapar de un asalto en un semáforo en el barrio de Santo Cristo. En la foto, su amiga Maria Adelaide llora junto al cuerpo de Fernando Vilella de Andrade Neto, de 30 años.

Los asesinatos aumentaron a fines de la década de 2000. Contra esta tendencia están las dos ciudades más grandes. En 2008, Río de Janeiro registró la tasa de homicidios más baja en 18 años, mientras que São Paulo ahora se acerca a los 10 asesinatos por cada 100.000 marcos, por debajo de 35,7 en 1999. Un ejemplo notable es el municipio de Diadema. donde las tasas de criminalidad cayeron abruptamente.
El total de asesinatos estableció nuevos récords en los tres años de 2009 a 2011, superando el récord anterior establecido en 2003. 2003 todavía tiene el récord de asesinatos por cada 100,000 en Brasil; solo ese año la tasa fue de 28,9. Los registros policiales publican cifras significativamente más bajas que el ministerio de salud. Siete de las veinte ciudades más violentas del mundo se encuentran en Brasil debido al aumento de la violencia callejera. En orden descendente a partir de abril de 2018, son: Natal (cuarto índice de homicidios más alto del mundo), Fortaleza (séptimo), Belem (décimo), Vitoria da Conquista (undécimo), Maceio (decimocuarto), Aracaju (decimoctavo) y Feira de Santana (diecinueve).

## Dinámica del crimen

### Acción estatal
Brasil ha comenzado un programa de lucha contra el crimen destinado específicamente a combatir las pandillas y la violencia centrada en las pandillas. El programa UPP; involucrando a 'Unidades de Policía Pacificadora', se ha introducido en las favelas tradicionalmente violentas de Río de Janeiro desde 2008/2009. El personal de la UPP está bien educado y capacitado en derechos humanos y técnicas policiales modernas; su objetivo es suplantar la presencia comunitaria de pandillas como figuras centrales de la comunidad. A partir de 2013, 34 unidades UPP están operativas en 226 comunidades diferentes, con un alcance de 1.5 millones de ciudadanos.
Hasta ahora, el programa UPP ha demostrado su valor al reducir significativamente el número de homicidios, al tiempo que reduce las tasas de delitos violentos en general. Los residentes locales son en su mayoría positivos sobre el programa y un número abrumador de residentes se sintió más seguro. Además, el programa UPP simboliza un nuevo paradigma de prevención del delito que se centra en la inclusión social y el desarrollo comunitario. Sin embargo, en algunas áreas, la tasa de homicidios ya estaba disminuyendo antes de la implementación del programa. Por lo tanto, la caída en la delincuencia también puede deberse a una tendencia general a la disminución de los homicidios.

### Pandillas
La violencia de las pandillas se ha dirigido a la policía, los funcionarios de seguridad y las instalaciones relacionadas. Las pandillas también han atacado edificios oficiales y han incendiado autobuses públicos. En el mes de mayo de 2006 la violencia en São Paulo comenzó. La noche del 12 de mayo de 2006 en São Paulo, Brasil, fue el peor brote de violencia que se ha registrado en la historia de Brasil y se dirigió contra las fuerzas de seguridad y algunos objetivos civiles. Para el 14 de mayo, los ataques se habían extendido a otros estados brasileños, incluidos Paraná, Mato Grosso do Sul, Minas Gerais y Bahía. Otro brote de violencia tuvo lugar en São Paulo en julio de 2006.
En 2016 se vio una nueva cadena de disturbios mortales en las cárceles. La naturaleza de estos disturbios fue una guerra militar entre el Primeiro Comando da Capital y otras pandillas como una extensión de una guerra militar que ha ido aumentando en intensidad con el PCC expandiendo agresivamente su territorio. 
En 2019, un motín en la prisión entre dos pandillas, Comando Vermelho y Comando Classe A, dejó 57 muertos después de horas de lucha.
Las pandillas más específicamente en Río de Janeiro están interesadas en la armonía porque no quieren ningún contacto con la policía. Incluso van a ayudar a otros en la comunidad, con dinero e incluso protegiéndolos, solo para asegurarse de que la policía no se presente. Los niños y otros miembros de la comunidad ven a pandilleros notablemente ricos y poderosos y quieren emular este comportamiento. Los miembros de las pandillas se convierten en un sustituto de la familia y son modelos a seguir porque respetan con ganancias monetarias más que el promedio.

### Corrupción
La corrupción en Brasil es un problema social generalizado. Brasil obtuvo 38 puntos en el Índice de Percepción de la Corrupción 2016, empatando con India y Bosnia y Herzegovina, ocupándose el puesto 76 entre 175 países. La corrupción fue citada entre muchos temas que provocaron las protestas de 2013 en Brasil. La malversación de fondos y la corrupción han influido en las elecciones brasileñas durante décadas; sin embargo, el electorado continúa votando, ya sea por preferencia o por falta de elección, a los candidatos que han sido acusados y, en algunos casos, condenados, por cargos de corrupción.

## Contra las minorías
Según el 3er Informe Nacional sobre Derechos Humanos en Brasil, la ineficiencia del Poder Público ante el aumento de la violencia genera aún más violaciones de derechos humanos e impunidad, además de aumentar el sentimiento de inseguridad y revuelta de la población.

### Comunidad LGBT
En abril de 2009, el Grupo Gay de Bahía (GGB) publicó una encuesta sobre los casos de violencia verificados en el año anterior, señalando que 190 personas LGBT fueron asesinadas en Brasil, de las cuales 64% eran varones homosexuales, 32% eran personas transgénero o travestis y 4% eran lesbianas. Hubo un aumento del 55% sobre las cifras de 2007, manteniendo al país como el que más registra delitos de naturaleza homofóbica. Desde que comenzó la búsqueda en 1980, el grupo ha registrado 2,998 asesinatos. La encuesta de GGB también indicó que la mayoría de las víctimas tenían entre 20 y 40 años y que el 80% de los homosexuales fueron asesinados dentro del hogar. También según la encuesta, el noreste es la región brasileña con el mayor número de delitos homofóbicos registrados, siendo los estados de Bahía, Pernambuco, Río Grande del Norte y Alagoas los que registraron los delitos más homofóbicos en Brasil en 2007.

### Afrobrasileños
Entre las víctimas de crímenes violentos, los jóvenes y los negros son la mayoría. Según el estudio de IPEA, de un total de 59,080 homicidios registrados en 2015 31,264 eran jóvenes (53 por ciento). Según el mismo estudio, 71 de cada 100 personas asesinadas en Brasil son negras. Tienen un 23.5 por ciento más de posibilidades de ser asesinados que los brasileños de otras razas.
Según el Mapa de violencia de 2013, de los 467,700 homicidios registrados entre 2002 y 2010 307,600, es decir, el 65.8 por ciento eran personas negras. Hubo una tendencia a reducir los homicidios entre los blancos en un 26,4 por ciento y un aumento en los homicidios entre los negros en un 30,6 por ciento. Esto se observa en la población general y principalmente en los jóvenes. Según el investigador Julio Jacobo Waiselfisz, autor del estudio, existe un mecanismo para culpar a la víctima que fomenta la tolerancia a la violencia contra los grupos más vulnerables, evitando que el Estado tome medidas para resolver muchos de estos casos.

### Indígenas
Teniendo en cuenta que, de hecho, la población indígena actual es drásticamente menor que la de 1500, junto con la amplia evidencia de negligencia y maltrato continuo que son de dominio público, muchos expertos y observadores nacionales e internacionales denuncian la situación histórica de los indios en Brasil como un genocidio sistemático. Entre 2003 y 2011, más de 500 indios fueron asesinados, en conflictos generalmente relacionados con la tenencia de la tierra. En 2012, la tasa de violencia contra los indios creció un 237% en comparación con 2011. En 2013, los líderes indígenas entregaron una carta a la presidenta Dilma Rousseff exigiendo medidas urgentes para prevenir la "extinción programada" de sus grupos étnicos que acusan gobierno para orquestar.
La tenencia de la tierra es el mayor reclamo de los indios brasileños en la actualidad.  tierra es la raíz de sus culturas, pero alrededor del 90% de todos los procesos de demarcación están siendo desafiados en los tribunales, las deliberaciones tienden a prolongarse durante décadas e incluso las tierras ya demarcadas a menudo son invadidas o saqueadas con La aceptación del gobierno y la sociedad. Muchos indios ya viven en ciudades porque se ven obligados a emigrar por expulsión de sus tierras, por las difíciles condiciones de subsistencia que encuentran en reservas pequeñas y agotadas, buscando mayor comodidad, reconocimiento, tratamiento de salud, educación o por otras razones, pero a través de Como regla general, están engañados y lo que encuentran son quizás condiciones aún más arduas, viven principalmente en favelas y se esfuerzan mucho por preservar sus tradiciones, cuando no terminan, debido a un contexto desfavorable, abandonándolas.